# Pipariya (Dźanakpur)
Pipariya – gaun wikas samiti w środkowej części Nepalu  w strefie Dźanakpur w dystrykcie Sarlahi. Według nepalskiego spisu powszechnego z 2001 roku liczył on 975 gospodarstw domowych i 5436 mieszkańców (2654 kobiet i 2782 mężczyzn).